# Zespół wewnątrzrdzeniowy
Zespół wewnątrzrdzeniowy (ang. central cord syndrome) – zespół neurologiczny spowodowany uszkodzeniem środkowej części rdzenia kręgowego. Składają się nań obustronnie osłabione lub zniesione czucie bólu i temperatury na poziomie uszkodzonych segmentów rdzenia, przy zachowanych modalnościach czucia przewodzonych w oszczędzonych sznurach tylnych rdzenia (określa się to jako rozszczepienne zaburzenia czucia). 
W zaawansowanym uszkodzeniu może dojść do zajęcia komórek rogu przedniego rdzenia (zespół dolnego neuronu ruchowego) i dróg korowo-rdzeniowych (zespół górnego neuronu ruchowego z paraparezą spastyczną). 
Najczęstsze przyczyny to stwardnienie rozsiane, jamistość rdzenia i guzy wewnątrzrdzeniowe. 
Zespół opisli jako pierwsi Richard C. Schneider i wsp. w 1954 roku.